# Recoleta (Buenos Aires)
A Recoleta é um bairro nobre de Buenos Aires, capital da Argentina. Abriga muitas atrações turísticas e seus imóveis estão entre os mais valorizados da cidade. 
Na Recoleta está localizado o cemitério em que estão sepultadas diversas personalidades argentinas, com destaque para Evita Perón.
O bairro é bem atendido pela linhas D e H do metrô de Buenos Aires, sendo pela primeira, as estações Aguero, C. Jáuregui e Callao, e pela segunda, as estações Santa Fé, Las Heras e Facultad de Derecho.
O bairro da Recoleta é composto das ruas Calle 10, Montevideo, Uruguay, Av. Córdoba, Mario Bravo, Coronel Díaz, Av. Las Heras, Tagle, Vias de FGBM e Jerónimo Salguero, e o Rio da Plata. Faz divisa com os bairros do Retiro para o sudeste, San Nicolás, Balvanera, Almagro ao sul,  Palermo ao noroeste e Rio da Prata ao nordeste.

## História
Seu nome vem do Convento dos Padres Recoletos, os membros da ordem franciscana que se instalaram na área no início do século XVIII, quando foi fundado um convento e uma igreja dedicada a Nossa Senhora do Pilar e cemitério anexado a ele.
O centro histórico do bairro era a igreja paroquial do Pilar, cuja construção foi concluída em 1732, por essa razão, algumas vezes o distrito foi chamado de El Pilar.
O passeio da Recoleta é quase o centro geográfico do bairro, e um dos seus pontos mais altos, de modo que no final do século XIX, década de 1870, o sítio atraiu famílias ricas do sul da cidade, fugindo da epidemia de cólera e febre amarela, pois a altura do terreno reduzia a presença de insetos portadores da doença. Enquanto as classes populares foram liquidadas no sul-sudeste da cidade, os mais ricos construiam mansões na Recoleta.
Estas famílias construíram no bairro mansões e grandes edifícios em estilo francês. Muitas destas mansões foram demolidas no final dos anos 1950 e início de 1960. Assim, tem-se alusão a Buenos Aires como a Paris da América. Hoje, alguns desses edifícios tradicionais coexistem com modernos edifícios elegantes.
Desde então, a Recoleta é um dos mais elegantes e caros bairros de Buenos Aires, concentrando mansões, embaixadas e hotéis de luxo, incluindo o luxuoso Alvear Palace Hotel.
Junto com alguns trechos dos bairros adjacentes do Retiro e Palermo, Recoleta é parte da área conhecida como Barrio Norte, local de habitação tradicional dos setores mais abastados da sociedade que concentra grande parte da vida cultural da cidade.

## Destaques do bairro
- Avenida Alvear;
- Biblioteca Nacional;
- Centro Cultural Recoleta, projeto dos arquitetos: Clorindo Testa, Jacques Bedel e Luis Benedit. O centro cultural ferece diversas atividades: dispõem de salas para exposições de pintura, desenho e escultura, salas de teatro e outras equipadas para a produção musical
- Museu Nacional de Belas Artes, inaugurado em 1896, o edifício original onde se encontra o MNBA foi construído em 1870 e desde então passou por inúmeras remodelações. O acervo do MNBA é o maior do país e um dos mais importantes da América Latina. A coleção permanente abriga obras de artistas argentinos, além de obras de mestres como Picasso, Goya, Renoir, El Greco, Rodin, Degas, Cézanne.
- Cemitério da Recoleta;
- Floralis Generica;
- Parques;
- Café literario Clásica y Moderna situada na Avenida Callao e Paraguay.;
- Faculdade de Direito da Universidade de Buenos Aires;
- Basílica Nossa Senhora de Pilar;
- Palais de Glace ou Palacio Nacional de las Artes é um centro de exposições nacionais e internacionais.
- Bar La Biela;
- Plaza Francia;
- Feira de Artesanato;
- Espectáculos callejeros.
- Museo Nacional de Arte Decorativo, inaugurado em 1937, projeto do arquiteto René Sergent, em seu interior encontra-se exposta uma coleção de arte européia e oriental dos séculos XIV ao XX com mais de 4000 peças, dentre as quais estão obras de El Greco, Fantin Latour, Fragonard, Boudin e Corot. A casa, onde abriga o museu, foi construída entre 1911 e 1917 inspirada na arquitetura neoclássica francesa do século XVIII. O museu dispõe de uma biblioteca e oferece visitas guiadas.

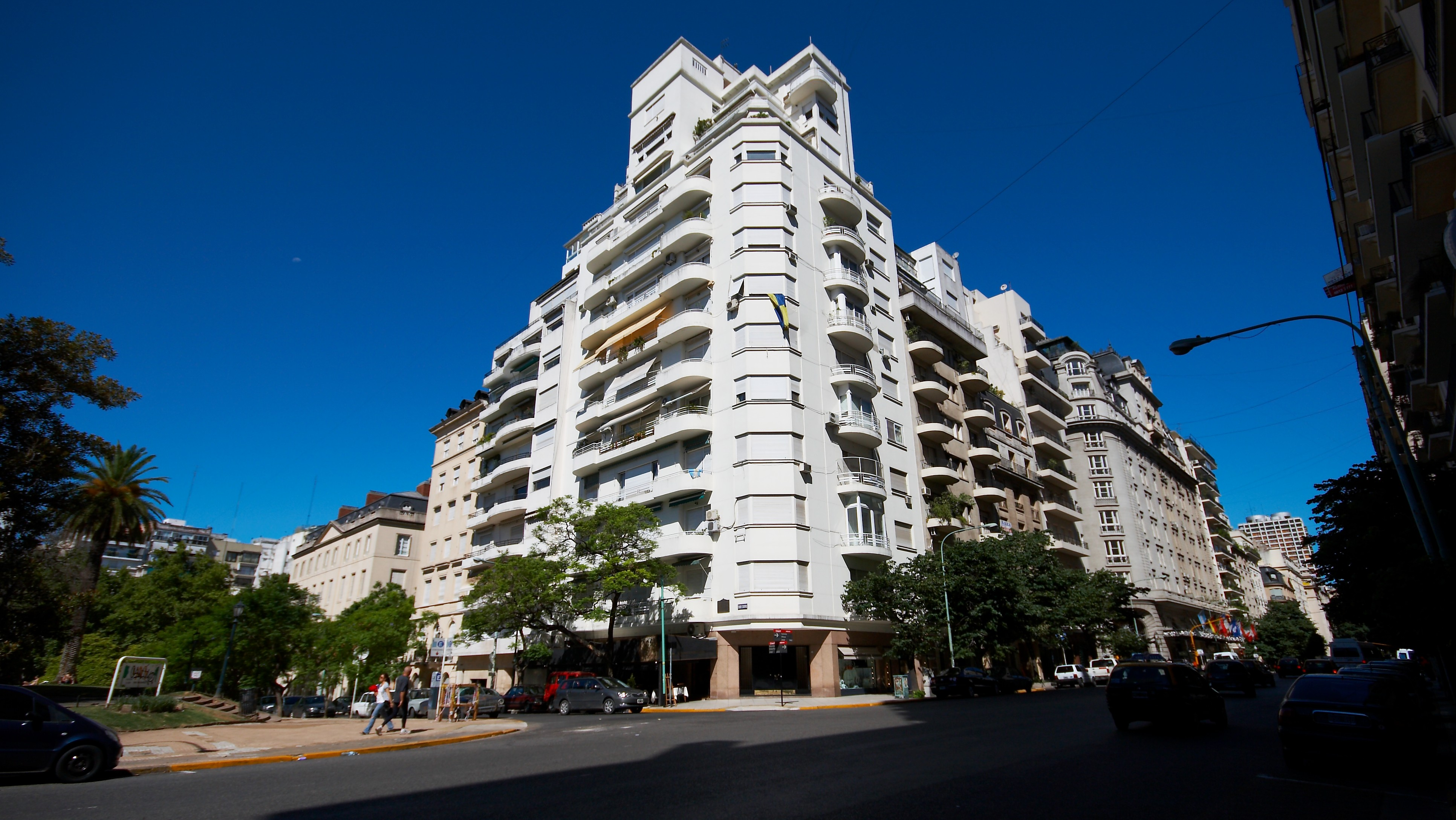
Avenida Alvear
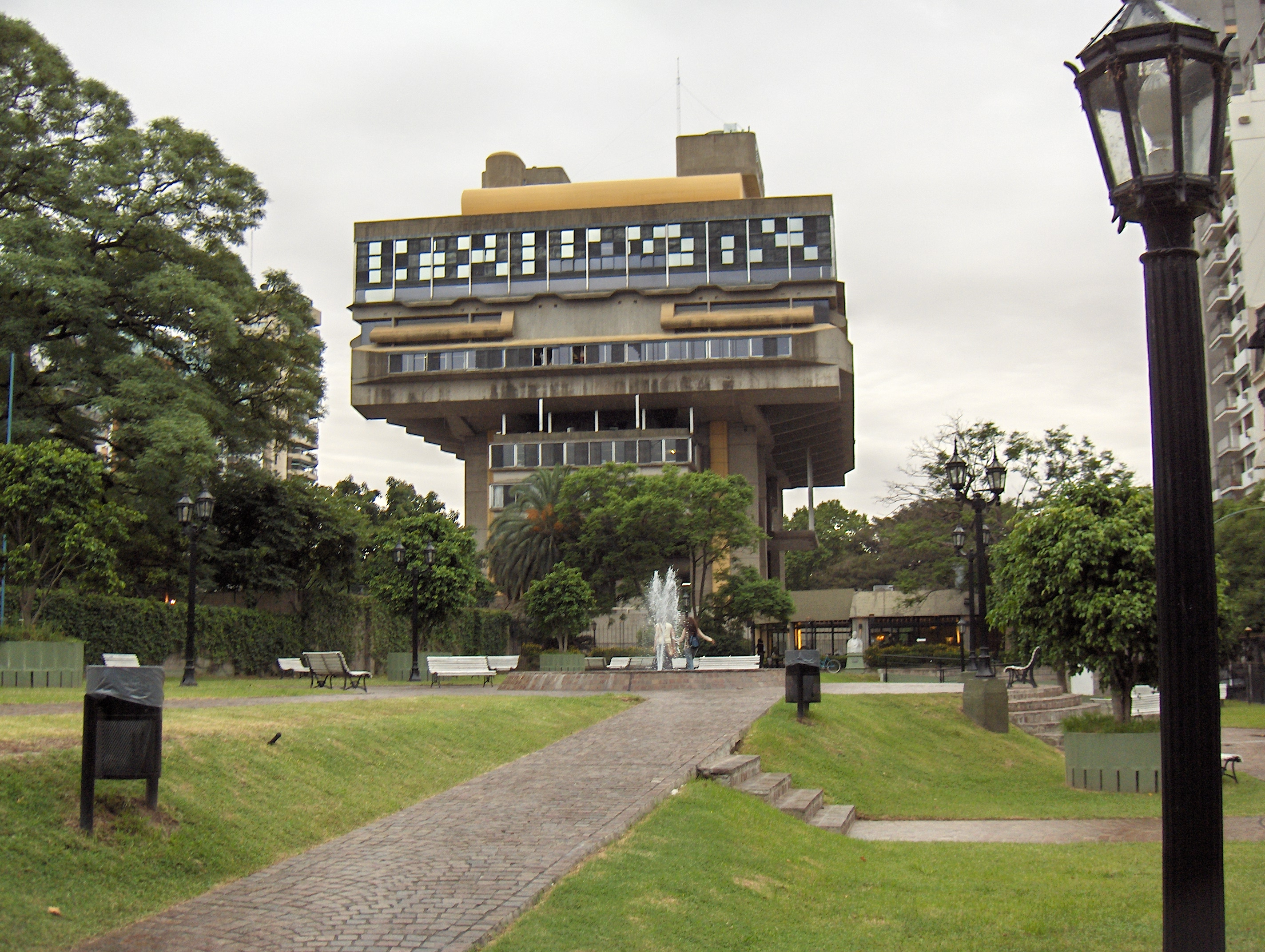
Biblioteca Nacional da República Argentina
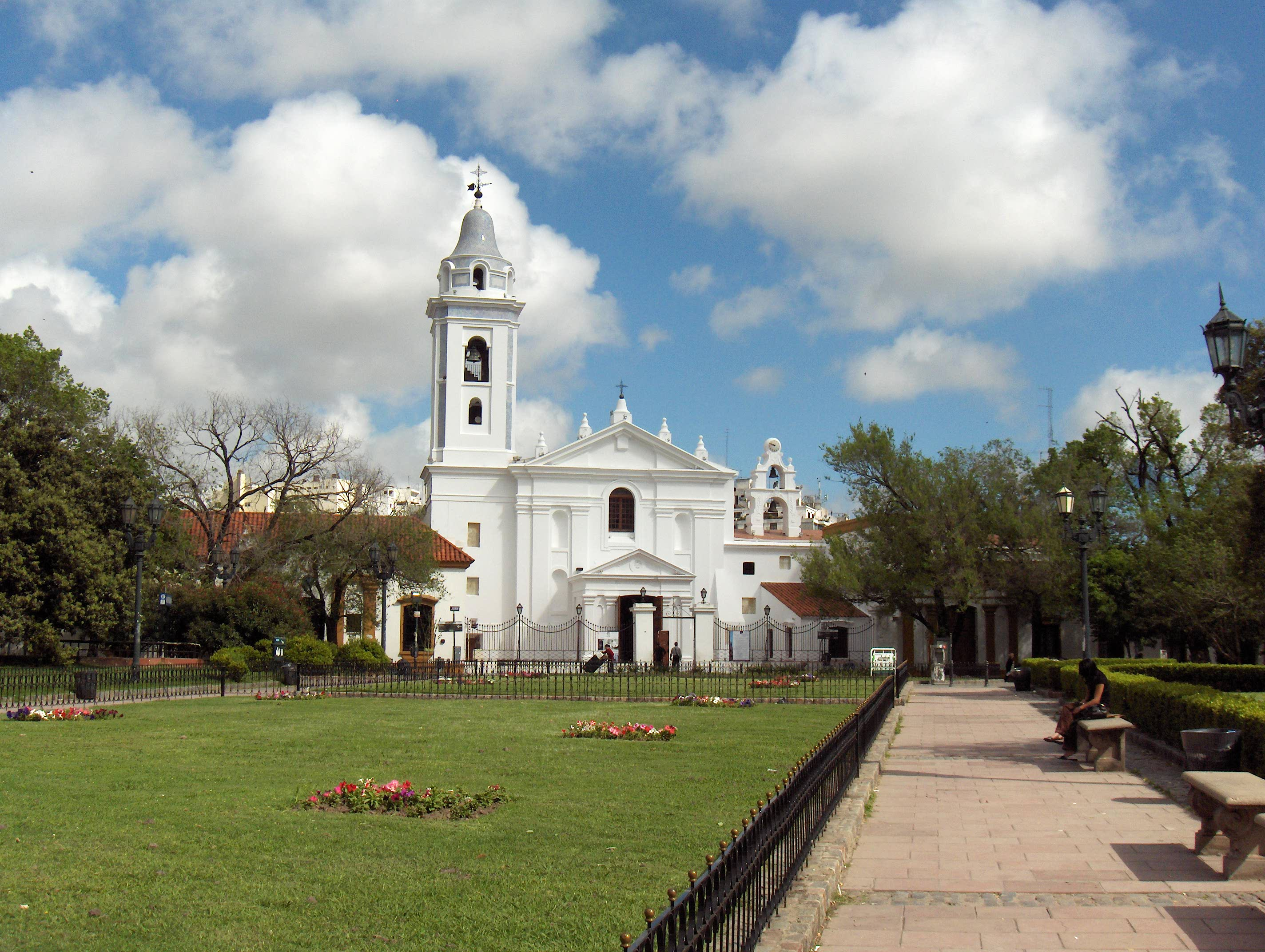
Igreja Nossa Senhora del Pilar
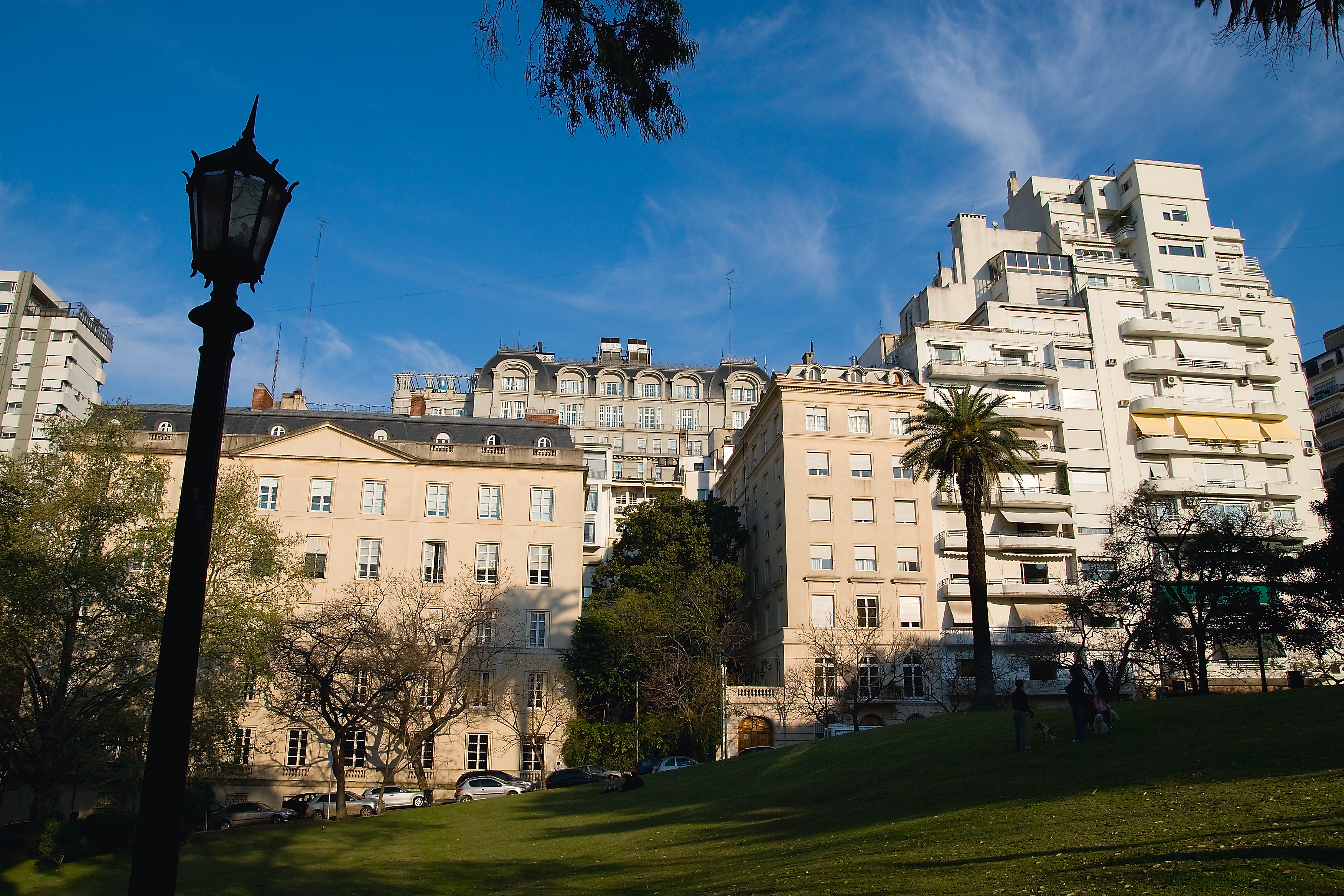
Entardecer na Plaza San Martin de Tours